# Alternatywa Ruch Społeczny
Alternatywa Ruch Społeczny – koalicyjne ugrupowanie polityczne powstałe 18 marca 2001 w Warszawie na wybory parlamentarne w 2001. Ugrupowanie powstało z połączenia KPN-Ojczyzna (liderzy: Michał Janiszewski, Tomasz Karwowski, Janina Kraus) i grupy polityków wywodzących się z ZChN (m.in. Henryk Goryszewski i Mariusz Olszewski) oraz działaczy WZZ „Sierpień 80” (liderzy: Daniel Podrzycki, Bogusław Ziętek). ARS została też zarejestrowana jako partia polityczna (jej członkami zostali głównie aktywiści „Sierpnia 80”).
W Sejmie III kadencji ARS reprezentowana była przez koło poselskie Alternatywa, w którym zasiadali Michał Janiszewski, Tomasz Karwowski, Janina Kraus i Mariusz Olszewski (wszyscy wybrani zostali w 1997 z list Akcji Wyborczej Solidarność). Henryk Goryszewski (także wybrany z listy AWS) był wówczas posłem niezrzeszonym i pozostawał członkiem Zjednoczenia Chrześcijańsko-Narodowego.
ARS z pozycji narodowo-katolickich przeszła na lewicowo-narodowe.
Alternatywa Ruch Społeczny krytykowała działalność rządu Jerzego Buzka. Opowiadała się przeciwko obecności Polski w Unii Europejskiej na warunkach dyktowanych przez Brukselę i w strukturach NATO, była także przeciwna bliskiej współpracy z USA.
Na listach wyborczych ARS znaleźli się kandydaci następujących partii:
- Konfederacja Polski Niepodległej – Ojczyzna
- Polska Partia Ekologiczna – Zielonych
- Biedota Polska
- Krajowe Porozumienie Emerytów i Rencistów Rzeczypospolitej Polskiej
- Narodowe Odrodzenie Polski
- Polskie Stronnictwo Ludowe Mikołajczykowskie
- Front Polski
- nieliczni członkowie partii (ZChN, SN, LPR, ChDRP, LP-ONP, SPRS), których większość członków startowała z innych komitetów.

Z koalicją związane były także Partia Victoria, partia Polski Ruch Uwłaszczeniowy oraz inne organizacje: Wolny Związek Zawodowy „Sierpień 80”, Polski Związek Zachodni, Związek Zawodowy Kontra, Sojusz Nowych Sił, Krajowe Porozumienie Samorządowe – Ojczyzna, Front Narodowo-Robotniczy czy Stowarzyszenie Nie dla Unii Europejskiej.
W wyborach 23 września 2001 uzyskała 54 266 głosów, tj. 0,42% i nie otrzymała mandatów parlamentarnych.
11 listopada 2001 przekształciła się w jednolitą partię polityczną – Alternatywa Partia Pracy, na której czele stanął Daniel Podrzycki z WZZ „Sierpień 80”, a wiceprzewodniczącymi zostali wówczas: Tomasz Karwowski (dotychczas KPN-Ojczyzna), Marek Toczek (dotychczas Front Polski) i Bogusław Ziętek (WZZ „Sierpień 80”). Sąd przerejestrował ARS na APP postanowieniem z 28 lutego 2002. Trzon nowej partii stanowili głównie działacze WZZ „Sierpień 80”, którzy wcześniej formalnie byli członkami partii ARS. Ponadto APP współtworzyły partie, takie jak KPN-Ojczyzna czy Front Polski. APP przemianowała się w 2004 na Polską Partię Pracy, zaś PPP w 2009 na PPP-Sierpień 80.